# Papiro 22
O Papiro 22  ({\displaystyle {\mathfrak {P}}}22) é um antigo papiro do Novo Testamento que contém fragmentos dos capítulos quinze e dezesseis do Evangelho de João (15:25-16:2.21-32).